# Kościół Santa Trinita
Kościół Santa Trinita – bazylika we Florencji (Włochy).

## Historia kościoła
Obecny kościół powstał na bazie wcześniejszego budynku wzmiankowanego po raz pierwszy w 1077 roku, leżącego wówczas poza murami miasta. W 1092 roku został on nabyty przez zakon benedyktynów z Vallombrosa. Obecny kształt został nadany w dużej części w XIV wieku, a bogate fragmenty wystroju w wieku XV. Barokowa fasada kościoła została zbudowana w 1593 roku przez Bernarda Buontalentiego.

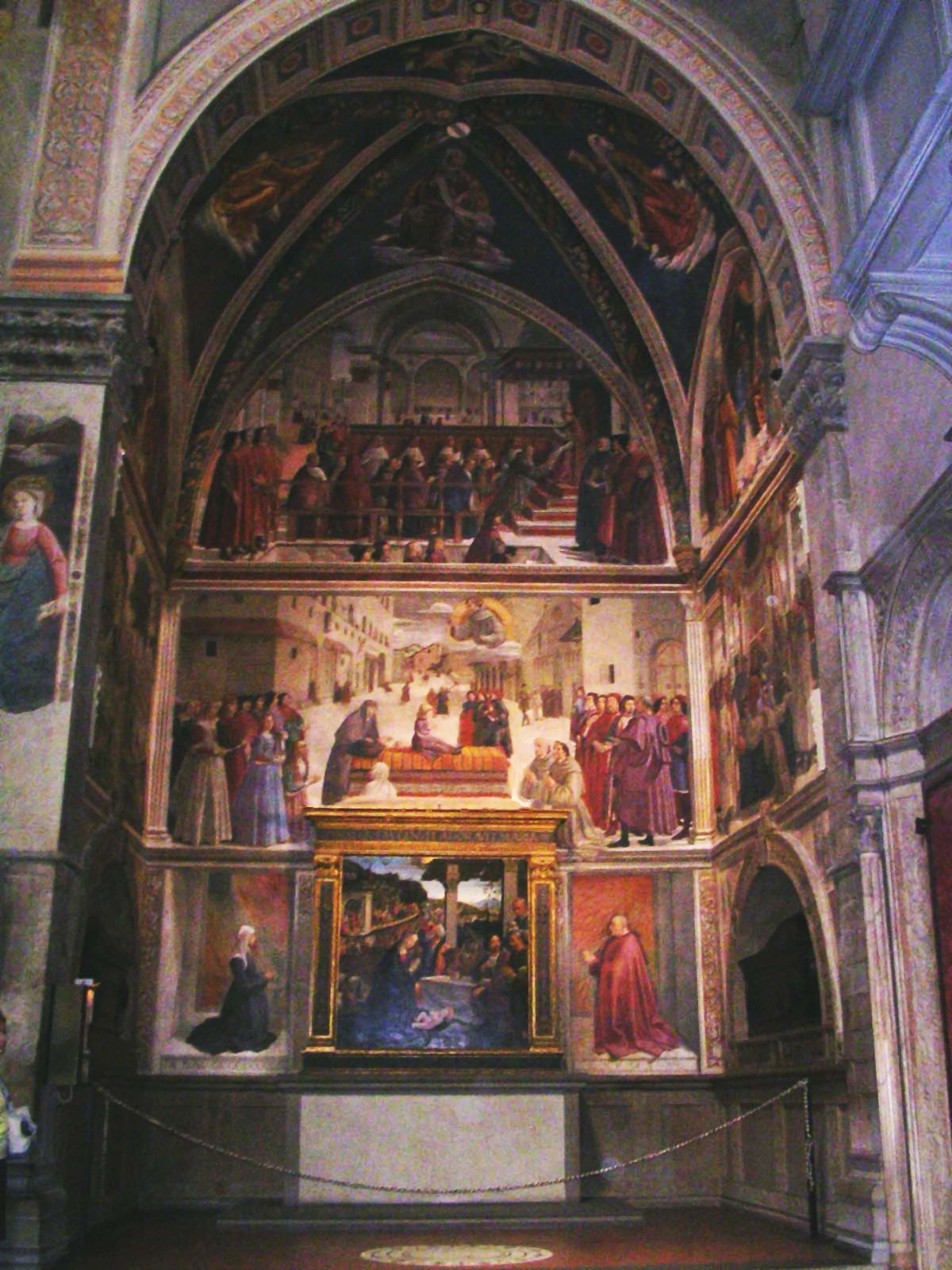
Cappella Sasseti

## Opis architektoniczny
Kościół został zbudowany na planie krzyża łacińskiego jako bazylika trzynawowa. Przez gęste ustawienie filarów arkad nawa środkowa jest wyraźnie oddzielona od naw bocznych. Boczne kaplice zostały ustawione na podwyższeniu i graniczą ze ścianami środkowej nawy. Kościół posiada kilkanaście kapliczek ufundowanych przez prywatnych sponsorów, udekorowanych licznymi dziełami sztuki znanych ówczesnych malarzy. Znajduje się tu:

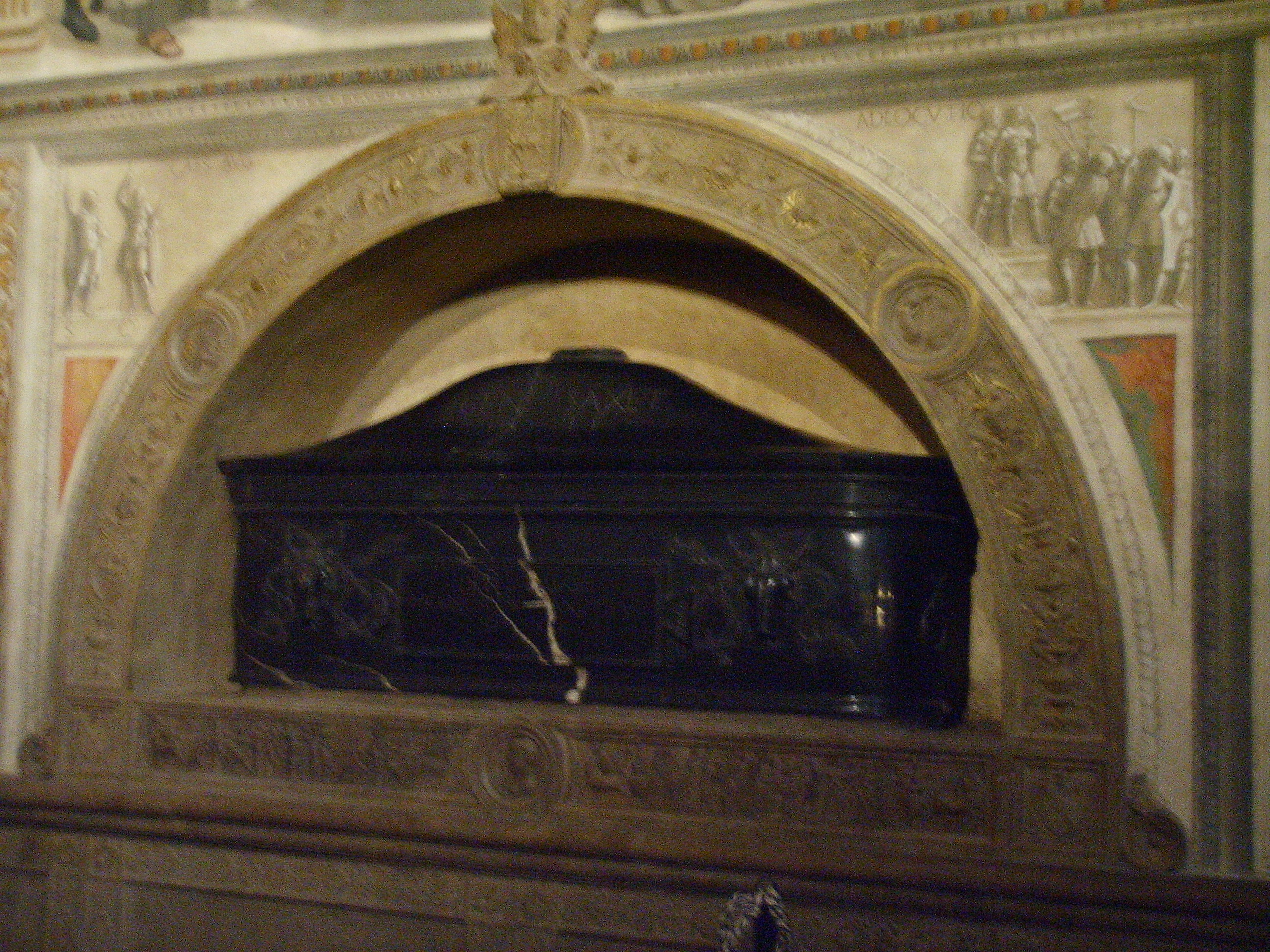
Sarkofag Francesco Sassettiego i jego żony

- Cappella Sasseti z cyklem fresków związanych z legendami franciszkańskimi (Stygmaty św. Franciszka, Zatwierdzenie reguł zakonnych franciszkanów, Cud św. Franciszka)) autorstwa Domenico Ghirlandaio oraz malowidło ołtarzowe Pokłon pasterzy (1485)[2] tego samego autora, na którym zamieścił swój autoportret – ciemnowłosego pasterza.

Freski z życia św. Franciszka miały być początkowo wykonane w jednej z kaplic w kościele Santa Maria Novella. Pomysłowi temu sprzeciwiali się rezydujący w świątyni dominikanie. W rezultacie freski powstały w sąsiednim kościele Santa Trinita. Prace powierzono w 1482 roku Ghirlandaio. Po śmierci malarza w kaplicy tej pochowano Francesco Sassettiego i jego żonę, a ich sarkofagi zostały wykonane przez Guliana da Sangalle
- Sagrestia, kaplica i mauzoleum Strozzich (1418–1423)
- Cappella Scali - grobowiec Benozza Federighiego (ok.1455) autorestwa Lucca della Robbia;
- Cappella Bartolini-Salimbeni - cykl fresków legendy maryjnej z ok. 1422 roku autorstwa Lorenzo Monaco - Wygnanie Joachima (po lewej stronie), Spotkanie Joachima z Anną (lewa ściana), Urodziny Marii, Miracle of snow, Przedstawienie w świątyni i  Ślub dziewicy,  Dormition of the Virgin.
- Cappella Cielli-Seringi - obraz Madonna ze świętymi z ok. 1465 autorstwa Neri di Bicci;
- Desiderio da Settignano - posąg Marii Magdaleny z 1455 roku.